# Oxypleurodon wanganella
Oxypleurodon wanganella is een krabbensoort uit de familie van de Epialtidae. De wetenschappelijke naam van de soort is voor het eerst geldig gepubliceerd in 1995 door Webber & Richer de Forges.